# NGC 793
NGC 793 في الفهرس العام الجديد، هي مجرة، تقع في كوكبة المثلث. اكتشفت في 1886 .

## روابط خارجية
- NGC 793 على موقع ويكي سكاي: DSS2, SDSS, GALEX, IRAS, Hydrogen α, X-Ray, Astrophoto, Sky Map, Articles and images